# Distretto di Drahičyn
Il distretto di Drahičyn (in bielorusso Драгічынскі раён?) è un distretto (rajon) della Bielorussia appartenente alla regione di Brėst con 42 948 abitanti al censimento del 2009